# Saed el Harrak
Saed el Harrak (Beni Guerfet-Marruecos, 1974) es un terrorista marroquí que formaba parte de la célula que organizó los atentados del 11 de marzo de 2004 en Madrid.
Fue detenido en Parla el 8 de mayo de 2004, después de que su número de teléfono fuera encontrado entre los restos del piso de Leganés en el que se suicidaron siete responsables de los atentados de Madrid, a algunos de los cuales llamó en los días anteriores al atentado. Por un error judicial, al no pedirse la ampliación de la prisión provisional, fue puesto en libertad el 10 de mayo de 2006 y quedó obligado a presentarse dos veces al día en los juzgados.
El Ministerio Fiscal lo acusó de integración en banda armada, delito por el cual fue condenado a una pena de 12 años de prisión en el juicio correspondiente, la Audiencia Nacional el 31 de octubre de 2007. La sentencia fue ratificada por el Tribunal Supremo en 2008.